# Sygnał (film 2014)
Sygnał (ang. The Signal) – amerykański film fabularny z 2014 roku, napisany i wyreżyserowany przez Williama Eubanka, z Laurence’em Fishburne’em, Brentonem Thwaitesem oraz Olivią Cooke obsadzonymi w rolach głównych. Premiera projektu odbyła się w styczniu 2014 podczas Festiwalu Filmowego w Sundance.

## Obsada
- Laurence Fishburne − Damon
- Brenton Thwaites − Nic Eastman
- Olivia Cooke − Haley Peterson
- Lin Shaye − Mirabelle
- Beau Knapp − Jonah Breck
- Robert Longstreet − James

## Nagrody i wyróżnienia
- 2014, Golden Trailer Awards:
  - nominacja do nagrody Golden Trailer w kategorii najlepszy thriller (Focus Features, Wild Card)[2]